# Cyphomyrmex bruchi
Cyphomyrmex bruchi är en myrart som beskrevs av Santschi 1917. Cyphomyrmex bruchi ingår i släktet Cyphomyrmex och familjen myror. Inga underarter finns listade i Catalogue of Life.